# Monte Burnham (Tierra de Marie Byrd)
El monte Burnham es una montaña, de 1170 m de altura, que se encuentra a 3,2 km al norte del monte Van Valkenburg en las montañas Clark, en las cordilleras Ford en la Tierra de Marie Byrd de la Antártida. Fue descubierto en un vuelo de reconocimiento desde la Base Occidental del Servicio Antártico de Estados Unidos en 1940 y nombrado en honor a Guy Burnham, cartógrafo en la Escuela de Geografía de la Universidad Clark.